# Skuggarvet
Skuggarvet är en småort i Falu kommun, cirka 5 kilometer nordöst om centralorten Falun. Skuggarvet tillhör postort Sundborn.  
Enklast kör man till Skuggarvet via Riksväg 50 från Falun mot Enviken, avtagsväg i Rostberg mot Skuggarvet/Sundborn (ca 7 km / 10 min). Alternativt tar man väg 851 från Lugnet i Falun mot Sundborn/Skuggarvet (ca 5 km / 7 min). 
I Skuggarvet möts sekundära länsvägar från Sundborn, Rostberg och Falun. 
Byarna Skuggarvet och Gallsjön är belägna på sluttningarna ner mot Gallsjödalen och består av 40-tal gårdar med 60-70 bofasta personer. De flesta gårdar är utplacerade på eller omkring Högsta kustlinjen, 200 m ö.h., väl synlig på många platser i terrängen i form av strandterrasser, klapperstensfält och berghällar.  
Skuggarvet bjuder på en blandning av åkermark, slåttermark, beten och lövskog samt enorma odlingsrösen som vittnar om gångna tiders odlarmödor. Från Hornberget, som reser sig bakom byn kan man, vid rätt väderlek, se sju socknars kyrkor.  
I Skuggarvet bor man naturnära med gott om vandlings- och cykelleder, svamp- och bärskog. I byn finns såväl häst- som fårhagar. Skuggarvet ligger i princip mitt emellan Falun och Sundborn med ca 5 km till båda centralorterna.

## Historia
Namnet Skuggarvet börjar nämnas i 1543 års Råbref av den 2 okt. där det står: en skiljelinje mellan Skuggarfvet och Hornberg vilken tager sin begynnelse vid Kiäll Sved Häll. 
I hjälpskattelängden från Älvsborgs lösen 1571 upptas tre gårdar i Borgen; Jöns, Johan Skinnare och Hans Persson, två gårdar i Skuggarfftt; Peder och Hustru Birgitta samt en bonde i Rosseberg. Inga gårdar i Gallsjön är upptagna i skattelängden. Namnstavningshistorien börjar 1569; SKégaArA, Skugarffuit; 1575 Skugaffuuett; 1639 Skuggare; 1685 SkuggarffWeth; 1715 Skuggaret; 1725 Skugarfwet; 1794 Skuggerfvet och 1825 Skuggarfvet. Gallsjöns namnhistoria börjar 1620 med; g'álfon (Galgesiönn), 1624 Galiesiöö, 1629 Gallgesiönn, 1635-185 Galgsiön, 1715 Galsiön, 1725 Gallsiön, 1794 Gallsjön. Ordet "galge" kan syfta på en gammal avrättningsplats vid sjön Gallsjön.